# Archak (fils d'Artaban IV)
Archak est un prince parthe arsacide du IIIe siècle.
Fils d'Artaban V, dernier roi arsacide de Parthie, Archak est encore un jeune homme lors du coup d'État de 224, visant à renverser son père et à placer sur le trône la famille des Sassanides. Il doit s'enfuir et se réfugie probablement dans l'Empire romain oriental, jusqu'au moment où il trouve assez de forces pour retourner dans son pays, avec pour but d'être replacé sur son trône. Mais une fois arrivé, il ne trouve aucun soutien, si ce n'est son frère Artavazde. Or, il est évident que cela n'est pas suffisant et il est finalement rattrapé par les troupes du roi Ardachîr Ier, qui le fait exécuter avec son frère à une date inconnue (probablement vers 235).